# ’Patafizyka
’Patafizyka (fr. la ’Pataphysique) – pseudonauka wymyślona przez francuskiego pisarza Alfreda Jarry’ego służąca wykpiwaniu naukowego sposobu myślenia i uczonych rozpraw.

## Historia
Termin ’patafizyka (skrót z gr. τὰ ἐπὶ τὰ μετὰφυσικά – ta epi ta metaphysika – „to co ponad metafizyką”, parodia etymologii słowa metafizyka) po raz pierwszy pojawił się w artykule Alfreda Jarry’ego Guignol zamieszczonym w L'Echo de Paris littéraire illustré z 28 kwietnia 1893.
W Czynach i myślach doktora Faustrolla, patafizyka, gdzie znajduje się kluczowy dla nauki rozdział pt. Elementy patafizyki, Jarry pisze, iż „’Patafizyka stanowi teorię urojonych rozwiązań przypisujących symbolicznie zarysom rzeczy, za sprawą tychże, wartości potencjalne” (Jarry 2000 [1898], -89).
Raymond Queneau twierdził, że ’patafizyka opiera się na „prawdzie sprzeczności i wyjątków”. ’Patafizyka używa metod i języka nowoczesnej nauki, dążąc do ośmieszenia jej przez absurdalne użycie.
Jarry umieszcza apostrof w pisowni nazwy, „by uniknąć taniego kalamburu” (we francuskim patte a physique, czyli łapofizyka, co za Janem Gondowiczem na język polski przekłada się jako łopatafizyka).

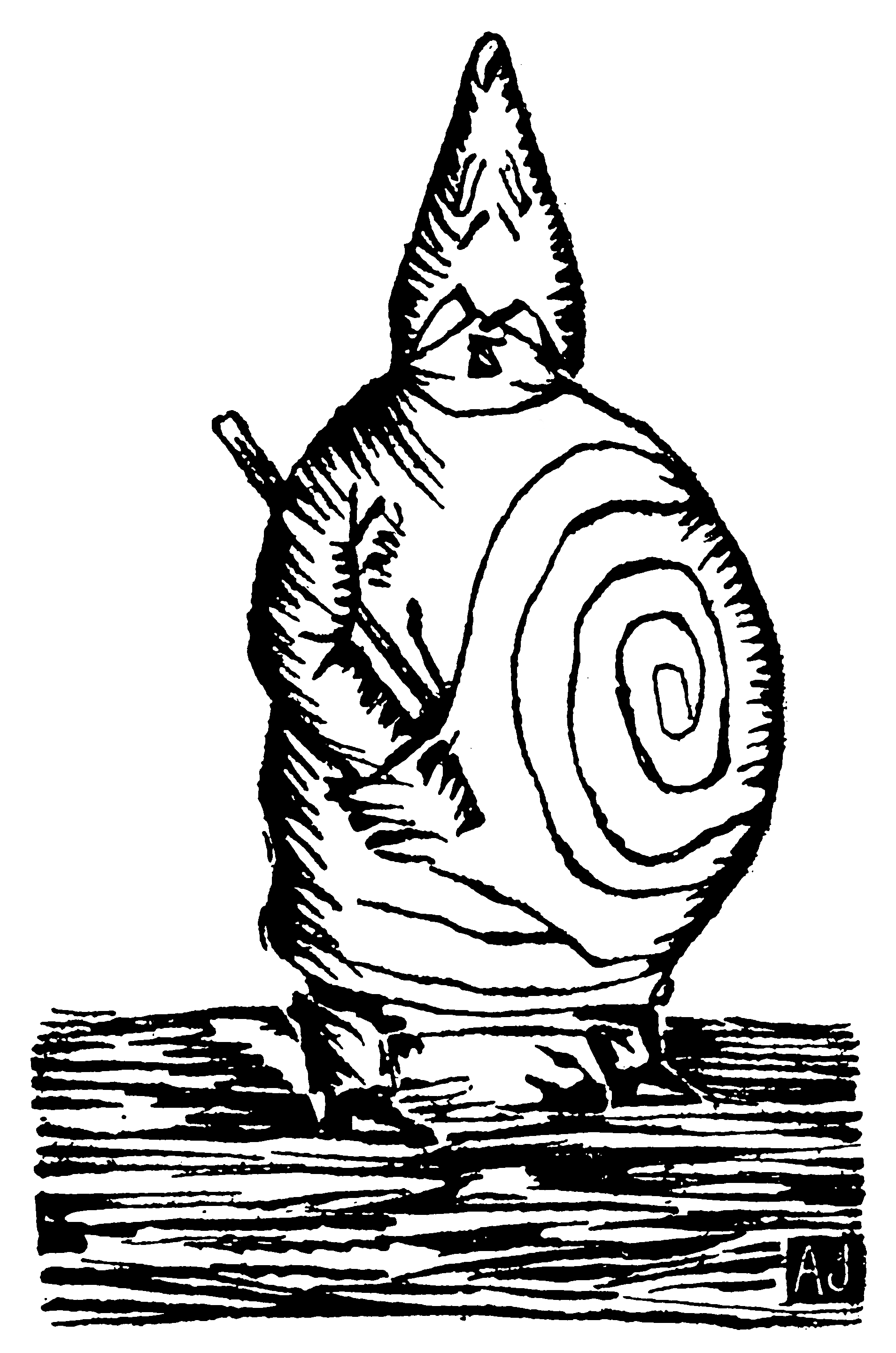
Ojciec Ubu, patron 'patafizyki

## Kolegium ’Patafizyki
Collège de ’Pataphysique to powstała 11 maja 1948 w Paryżu grupa artystów i pisarzy zainteresowanych filozofią ’patafizyki i prowadzących badania inspirowane ideą Jarry’ego. Mottem kolegium stały się słowa eadem mutata resurgo, co znaczy „pozostaję tym samym, choć się zmieniłem”.
Przewodniczącym został Jego Magnificencja baron Jean Mollet. Do Kolegium należeli między innymi Noël Arnaud (Regent ’Patafizyki Ogólnej, Kliniki Retorykonozy, Wielki Obrońca Orderu Wielkiej Kałdulii), Luc Étienne, znany też jako Luc Etienne Périn (Regent), Latis (Osobisty Główny Sekretarz barona Wicekuratora), François Le Lionnais (Regent), Jean Lescure (Regent Anabatmologii), Raymond Queneau (Transcendentny Satrapa) i Umberto Eco (także Transcendentny Satrapa). Wielu z nich związanych było także z grupą OuLiPo. W 1975 Kolegium w ramach eksperymentu podjęło decyzję o utajnieniu swej działalności do roku 2000. Dziś ma ponad 1000 płacących regularne składki członków, głównie artystów.
Publikacje Kolegium to Cahiers du Collège de 'Pataphysique oraz Dossiers du Collège de 'Pataphysique.
Francuscy autorzy tacy jak Eugène Ionesco, Jean Genet, Boris Vian, Jean Ferry czy hiszpański rzeźbiarz Joan Miró określali siebie kontynuatorami ’patafizycznej tradycji. Jean Baudrillard, filozof postmodernistyczny, często nazywany jest ’patafizykiem, zresztą sam uważał się za ’patafizyka przez większą część życia. Pablo Lopez, pisarz amerykański, rozwinął tę naukę przez stworzenie nowego pojęcia zwanego pataforą (por. López b.d.).
Mimo iż Francja zawsze uważana była za centrum patafizycznego świata, miłośnicy 'patafizyki rozprzestrzenili się po całym świecie. W latach 50. placówki takie powstały w Buenos Aires i Mediolanie, w 60. w Londynie, Edynburgu, Budapeszcie, Liège i wielu innych miastach. W 1966 Juan Esteban Fassio otrzymał polecenie nakreślenia mapy Collège de ’Pataphysique i jego zagranicznych instytutów.

## ’Patafizyka w sztuce
Po roku 1960 ’patafizyka używana była jako konceptualna podstawa w różnych gatunkach sztuki, zwłaszcza pop-arcie i kulturze popularnej. Prawdopodobnie najbardziej znaną wzmianką dotyczącą ’patafizyki pozostaje piosenka Beatlesów Maxwell’s Silver Hammer z fragmentem Joan was quizzical, studied pataphysical / Science in the home, wydana w 1969 na płycie Abbey Road. Współczesne prace związane z tradycją ’patafizyczną kładą zwykle nacisk na proces twórczy, w którym przypadek i arbitralne wybory grają kluczową rolę. Wzorem są m.in. prace Marcela Duchampa i Johna Cage’a. W Polsce powstał kierunek w sztuce współczesnej zainspirowany ideami patafizyków – metaweryzm. Pełnymi garściami używał patafizyki gdański Totart.